# David Jürgens
David Jürgens (* 1978 oder 1979) ist ein deutscher Sänger, Songwriter, Musikproduzent und Filmkomponist.

## Leben
David Jürgens wurde 1978 oder 1979 geboren und wuchs in Bassum in Niedersachsen auf. Im Jahr 2002 zog er zum Studieren nach Bremen. Dort gründete er zusammen mit anderen Musikern die Band Paulsrekorder, in der er als Sänger tätig war, bis sie sich 2013 auflöste. Durch seine Mitarbeit an dem 2010 veröffentlichten Lied Wir leben den Moment für Christina Stürmer gelang ihm der Einstieg in das Komponieren für kommerziell erfolgreichere Musiker.
Jürgens lebt in Berlin. Er ist stellvertretender Vorsitzender der Vereinigung Songwriter (Verso), einer Fachgruppe im Deutschen Komponist:innenverband.

## Diskografie
Filmmusik
- 2013: Großstadtklein
- 2013: Keinohrhase und Zweiohrküken
- 2014: Honig im Kopf

Mit Paulsrekorder
Autorenbeteiligungen (A) und Produktionen (P) in den Singlecharts

| Jahr | Titel Interpretation                         | Höchstplatzierung, Gesamtwochen, AuszeichnungChartplatzierungen (Jahr, Titel, Interpretation, Platzierungen, Wochen, Auszeichnungen, Anmerkungen) | Höchstplatzierung, Gesamtwochen, AuszeichnungChartplatzierungen (Jahr, Titel, Interpretation, Platzierungen, Wochen, Auszeichnungen, Anmerkungen) | Höchstplatzierung, Gesamtwochen, AuszeichnungChartplatzierungen (Jahr, Titel, Interpretation, Platzierungen, Wochen, Auszeichnungen, Anmerkungen) | Anmerkungen                                                 |
| Jahr | Titel Interpretation                         | DE | AT | CH | Anmerkungen                                                 |
| ---- | -------------------------------------------- | --- | --- | --- | ----------------------------------------------------------- |
| 2010 | Wir leben den Moment A Christina Stürmer     | DE30 (12 Wo.)DE | AT10 (8 Wo.)AT | CH52 (2 Wo.)CH | Erstveröffentlichung: 3. September 2010                     |
| 2011 | I’m Here A, P David Pfeffer                  | DE10 (4 Wo.)DE | AT27 (2 Wo.)AT | CH12 (2 Wo.)CH | Erstveröffentlichung: 9. Dezember 2011                      |
| 2012 | Freundschaft A Glasperlenspiel               | DE17 (12 Wo.)DE | AT47 (5 Wo.)AT | CH66 (1 Wo.)CH | Erstveröffentlichung: 24. August 2012                       |
| 2012 | Zu Dir (weit weg) A Mark Forster             | DE64 (1 Wo.)DE | — | — | Erstveröffentlichung: 19. Oktober 2012                      |
| 2013 | Elevated A Nica & Joe                        | DE69 (1 Wo.)DE | — | — | Erstveröffentlichung: 15. Februar 2013                      |
| 2013 | Millionen Lichter A, P Christina Stürmer     | DE23 Gold · (33 Wo.)DE | AT5 (13 Wo.)AT | CH61 (2 Wo.)CH | Erstveröffentlichung: 29. März 2013 Verkäufe: + 150.000     |
| 2013 | Ich hör auf mein Herz A, P Christina Stürmer | DE97 (1 Wo.)DE | — | — | Erstveröffentlichung: 6. September 2013                     |
| 2014 | Flash mich A Mark Forster                    | DE11 Platin · (47 Wo.)DE | AT10 (33 Wo.)AT | — | Erstveröffentlichung: 12. Dezember 2014 Verkäufe: + 300.000 |
| 2016 | 80 Millionen A Max Giesinger                 | DE2 ×3Dreifachgold · (38 Wo.)DE | AT52 (6 Wo.)AT | CH53 (3 Wo.)CH | Erstveröffentlichung: 19. Februar 2016 Verkäufe: + 600.000  |
| 2017 | Feuerwerk A, P Wincent Weiss                 | DE26 Platin · (25 Wo.)DE | AT— GoldAT | CH28 (18 Wo.)CH | Erstveröffentlichung: 13. Januar 2017 Verkäufe: + 415.000   |
| 2018 | Legenden A, P Max Giesinger                  | DE38 (15 Wo.)DE | — | CH92 (2 Wo.)CH | Erstveröffentlichung: 11. Mai 2018                          |
| 2020 | 80 Millionen [Live] A MoTrip                 | DE60 (3 Wo.)DE | — | CH81 (1 Wo.)CH | Erstveröffentlichung: 6. Mai 2020 Original: Max Giesinger   |
| 2021 | Mañana A Alvaro Soler & Cali y El Dandee     | DE98 (3 Wo.)DE | — | CH53 (5 Wo.)CH | Erstveröffentlichung: 2. Juli 2021                          |